# ليرويك
ليرويك (بالغيلية اسكتلندية: Liùrabhaig، بالاسكتلندية: Lerwick، بالنرويجية: Leirvik) هو بلدة والميناء الرئيسي لأرخبيل شتلاند الاسكتلندي. تتمركز على بعد 123 ميل (200 كـم) قبالة الساحل الشمالي للبر الرئيسي لاسكتلندا وعلى الساحل الشرقي لجزيرة مينلاند. ويفصل ليرويك عن مدينة أبردين مسافة قدرها 211 ميل (340 كـم) بجهة بين الشمال والشمال الشرقي، ومسافة 222 ميل (357 كـم) غربي ميناء برغن النرويجي، وتبعد مسافة 228 ميل (367 كـم) جنوب شرقي توشهافن في جزر فارو.
تعد ليرويك البلدة الوحيدة المتمتعة بالحكم الذاتيّ في شتلاند. وقد بلغ عدد سكانها حوالي 7,500 نسمة عام 2010. كما أنها ثاني أكبر مستوطنة بشرية جزرية في اسكتلندا، أبعد بلدة واقعة بجهة الشمال وأبعد بلدة واقعة بجهة الشرق على مستوى اسكتلندا (يوجد مستوطنات كبيرة أخرى في الأرخبيل واقعة إلى شمالي ليرويك ولكن عدد سكانها صغير نسبياً وأبرزها قرية براي). كما يوجد في ليرويك إحدى محطات الطقس الساحلية المتوزعة على أرجاءٍ عدة من المملكة المتحدة.

## التاريخ
يعود أصول اسم «ليرويك» إلى النوردية القديمة ولغة نورن المنبثقة عنها والتي كانت منتشرةً في شتلاند حتى منتصف القرن التاسع عشر. وتعني ليرويك «خليج الصلصال»، وتوجد بلدات أسمائها مشابهة في جنوب غربي النرويج وجزر فارو.
تعود الأدلة على الاستيطان البشري في المنطقة التي تقع بها ليرويك إلى 3,000 سنة، ومن أبرز الآثار الباقية عليها برج كليكيمين الدائري والذي يرجع تاريخ تشييده إلى القرن الأول قبل الميلاد.
تأسست أول مستوطنة بشرية عُرِفت باسم ليرويك في القرن السابع عشر لميناء بحري صيد الأسماك المملحة والسمك الأبيض للتجارة مع أسطول الصيد الهولندي. كانت المستوطنة تقع على الجانب الغربي من بريسه ساوند وهو ميناء طبيعي له مداخل جنوبية وشمالية بين جزيرة مينلاند وجزيرة بريسه.
حُرِقت هذه المجموعة من الأكواخ الخشبية إلى الأرض مرتين: الأولى خلال القرن السابع عشر على يد سكان من سكالاوي الواقعة على الجانب الغربي من جزيرة مينلاند والتي كانت حينها عاصمة شتلاند. ويعود سبب حرق سكان سكالاوي للبلدة بسبب الأنشطة غير الأخلاقية وثمالة الصيادين والبحارة المجتمعين فيها؛ وتعرضت للإحراق مرة أخرى عام 1702 من قبل الأسطول الفرنسي.
بُني حصن تشارلوت في منتصف القرن السابع عشر على الواجهة البحرية وبدأ تنصيب الأبنية الحجرية حول الحصن وعلى طول الشريط الساحلي. وترّكزت المباني بصورة أساسية في المنطقة التي يوجد بها تلة شديدة الانحدار والممتدة من الشاطئ إلى هيلهيد في الجزء العلوي.
أصبحت ليرويك عاصمة شتلاند عام 1708 بعدما كانت سكالاوي تؤدي وظيفة العاصمة في السابق. أبرشية ليرويك المدنية وهي السلطة الإدارية المحلية التي أنشأت عام 1701 من جزء صغير من أبرشية تينغوول التي ما زالت سكالاوي تنتمي إليها. وشهدت ليرويك توسعاً عام 1891 إلى غربي هيلهيد بعدما ازداد ازدهار البلدة عبر التجارة البحرية وصناعة صيد الأسماك خلال القرن التاسع عشر. وأدى التوسع إلى ضم الأبرشيات السابقة غولبيرويك وكوارف بالإضافة إلى أبرشية جزيرة بورا، كما بُنيت قاعة بلدية ليرويك خلال فترة التوسع.
يعود نصب ليرويك الحربي التذكاري إلى عام 1923، وهو من تصميم المعماري الإسكتلندي السير روبرت لوريمير.
شهدت البلدة فترة توسع كبيرة أخرى خلال طفرة نفط بحر الشمال في سبعينيات القرن العشرين عندما جرى بناء مشاريع سكنية كبيرة إلى الشمال من ستاني هيل (والواقعة في ليرويك) وإلى الجنوب (نيديردال وساندفين).

## المناخ
يتصف مناخ ليرويك بكونه مناخ محيطي ويقترب من حدود نطاق المناخ المحيطي شبه القطبي الذي تظهر ملامحه في عدم وجود الأشجار على جزر شتلاند لانعزالها وصِغر مساحتها، وتكون درجات الحرارة باردة طوال العام. وحتى درجات الحرارة القصوى المقاسة ليست دقيقة فأعلى درجة حرارة مقاسة تبلغ 23.4 درجة مئوية (يوليو 1991) وأقل درجة حرارة مسجلة تبلغ −8.9 درجة مئوية (يناير 1952 ويناير 1959). كما أن ليرويك بلدة غائمة جداً حيث يصل متوسط ساعات الشمس المشرقة سنوياً إلى 1,110 ساعة فقط. إن شهر فبراير هو أكثر أشهر العام برودةً فيبلغ متوسط درجات الحرارة العليا حوالي 5.5 درجة مئوية. وبالمقابل فإن أغسطس هو أكثر أشهر السنة دفئاً حيث تقترب متوسط درجات الحرارة العليا من 14.5 درجة مئوية. وينتج هذا فرقاً ضيقاً للغاية بالنسبة لمنطقة تقع شمالي خط عرض 60°. أما من حيث متوسط الهطولات المطرية الشهرية فإن الفترة من شهر أكتوبر حتى يناير هي أكثر أوقات السنة أمطاراً فتسجل الأمطار بالمتوسط أكثر من 5.5 إنش شهرياً، وبالمقابل فإن مايو ويونيو هما أقل أشهر السنة هطولاً للأمطار حيث يسجل المتوسط الشهري للهطولات المطرية أقل من 2.3 إنش شهرياً. وقد تتساقط الثلوج غالباً ما بين شهري ديسمبر ومارس، ولكن من النادر حدوث تراكم كبير للثلوج وعادةً لا يدوم سوى لمدةٍ قصيرة. ويُلاحظ أن الرياح العاتية متكررة الحدوث بالإضافة إلى المستويات العالية من الهطولات المطرية والجو الغائم بسبب موقع شتلاند المكشوف شمالي المحيط الأطلسي واقترابها من مسارات العواصف الشتوية والخريفية. توجد في ليرويك محطة طقس تقع على ارتفاع 82 متر (269 قدم) ولذلك فمن المرجح أن أن تكون درجات الحرارة أكثر اعتدالاً في وسط البلدة عند مستوى سطح البحر.
تتسم أشهر الشتاء في ليرويك بظلمتها الكبيرة بسبب موقعها الشمالي. ويبلغ عدد ساعات النهار في يوم الانقلاب الشتوي 5 ساعات و 49 دقيقة فقط. وعلى النقيض من ذلك فإن عدد ساعات يوم الانقلاب الصيفي تبلغ 18 ساعة و 55 دقيقة. فلا تصبح الليالي مظلمةً تماماً لفترة من الوقت خلال أشهر الصيف فتتلون السماء بالأزرق القاتم. إن التأثير البحري يخفف من التأثيرات المناخية لهذه التقلبات خلال ساعات النهار، ولكن تتصف فصول الشتاء بقساوتها في العديد من مناطق العالم عند خط العرض هذا. وبالنظر نحو شمالي شتلاند فإن جزر فارو هي الوحيدة التي لديها معدلات مماثلة لليرويك وقرية بالتاساوند خلال شهر يناير حيث تمنع التيارات الأطلسية الدافئة تشكل الجليد. فقط عندما تكون درجات الحرارة في المناطق القارية باردة عموماً فإن ليرويك تشهد بعض البرودة كما كان الحال في شهر ديسمبر من سنة 2010 خلال موجة البرد الضارية التي ضربت الجزر البريطانية وأراضي قارة أوروبا والتي غطت الكثير من مناطق إنجلترا بالثلوج. وظلت المتوسطات العليا فوق 3 °م (37 °ف) مع ذلك وكان الصقيع خفيفاً. أما أيام فصل الصيف الدافئة تماماً فهي نادرة الوقوع فأدفئ شهر تم تسجيله هو يوليو عام 2006 حيث سجلت متوسط قدره 16 °م (61 °ف).
| البيانات المناخية لـ{{{location}}}                                     | البيانات المناخية لـ{{{location}}} | البيانات المناخية لـ{{{location}}} | البيانات المناخية لـ{{{location}}} | البيانات المناخية لـ{{{location}}} | البيانات المناخية لـ{{{location}}} | البيانات المناخية لـ{{{location}}} | البيانات المناخية لـ{{{location}}} | البيانات المناخية لـ{{{location}}} | البيانات المناخية لـ{{{location}}} | البيانات المناخية لـ{{{location}}} | البيانات المناخية لـ{{{location}}} | البيانات المناخية لـ{{{location}}} | البيانات المناخية لـ{{{location}}} |
| الشهر                                                                  | يناير                              | فبراير                             | مارس                               | أبريل                              | مايو                               | يونيو                              | يوليو                              | أغسطس                              | سبتمبر                             | أكتوبر                             | نوفمبر                             | ديسمبر                             | المعدل السنوي                      |
| ---------------------------------------------------------------------- | ---------------------------------- | ---------------------------------- | ---------------------------------- | ---------------------------------- | ---------------------------------- | ---------------------------------- | ---------------------------------- | ---------------------------------- | ---------------------------------- | ---------------------------------- | ---------------------------------- | ---------------------------------- | ---------------------------------- |
| الدرجة القصوى °م (°ف)                                                  | 12.8 (55.0)                        | 11.7 (53.1)                        | 13.3 (55.9)                        | 16.1 (61.0)                        | 20.7 (69.3)                        | 22.2 (72.0)                        | 23.4 (74.1)                        | 22.1 (71.8)                        | 19.4 (66.9)                        | 17.2 (63.0)                        | 13.9 (57.0)                        | 12.6 (54.7)                        | 23.4 (74.1)                        |
| متوسط درجة الحرارة الكبرى °م (°ف)                                      | 5.9 (42.6)                         | 5.5 (41.9)                         | 6.4 (43.5)                         | 8.1 (46.6)                         | 10.4 (50.7)                        | 12.4 (54.3)                        | 14.3 (57.7)                        | 14.5 (58.1)                        | 12.8 (55.0)                        | 10.2 (50.4)                        | 7.8 (46.0)                         | 6.3 (43.3)                         | 9.6 (49.3)                         |
| المتوسط اليومي °م (°ف)                                                 | 3.9 (39.0)                         | 3.5 (38.3)                         | 4.2 (39.6)                         | 5.8 (42.4)                         | 7.9 (46.2)                         | 10.1 (50.2)                        | 12.1 (53.8)                        | 12.4 (54.3)                        | 10.8 (51.4)                        | 8.3 (46.9)                         | 5.9 (42.6)                         | 4.3 (39.7)                         | 7.4 (45.3)                         |
| متوسط درجة الحرارة الصغرى °م (°ف)                                      | 1.8 (35.2)                         | 1.5 (34.7)                         | 2.0 (35.6)                         | 3.5 (38.3)                         | 5.4 (41.7)                         | 7.7 (45.9)                         | 9.9 (49.8)                         | 10.2 (50.4)                        | 8.7 (47.7)                         | 6.4 (43.5)                         | 3.9 (39.0)                         | 2.2 (36.0)                         | 5.3 (41.5)                         |
| أدنى درجة حرارة °م (°ف)                                                | −8.9 (16.0)                        | −7.4 (18.7)                        | −8.3 (17.1)                        | −5.7 (21.7)                        | −2.2 (28.0)                        | −0.6 (30.9)                        | 3.5 (38.3)                         | 2.8 (37.0)                         | −0.6 (30.9)                        | −3.3 (26.1)                        | −5.7 (21.7)                        | −8.2 (17.2)                        | −8.9 (16.0)                        |
| الهطول مم (إنش)                                                        | 142.6 (5.61)                       | 120.8 (4.76)                       | 124.6 (4.91)                       | 70.4 (2.77)                        | 53.4 (2.10)                        | 58.2 (2.29)                        | 66.8 (2.63)                        | 83.7 (3.30)                        | 106.3 (4.19)                       | 141.5 (5.57)                       | 146.0 (5.75)                       | 142.6 (5.61)                       | 1٬256٫8 (49.48)                    |
| متوسط أيام هطول الأمطار (≥ 1.0 mm)                                     | 21.6                               | 18.5                               | 19.9                               | 14.1                               | 10.8                               | 11.0                               | 12.1                               | 12.9                               | 16.7                               | 20.8                               | 21.4                               | 21.8                               | 201.6                              |
| متوسط الأيام المثلجة                                                   | 10                                 | 9                                  | 9                                  | 5                                  | 1                                  | 0                                  | 0                                  | 0                                  | 0                                  | 1                                  | 5                                  | 8                                  | 48                                 |
| متوسط الرطوبة النسبية (%)                                              | 87                                 | 86                                 | 86                                 | 87                                 | 88                                 | 89                                 | 90                                 | 91                                 | 90                                 | 89                                 | 87                                 | 87                                 | 89                                 |
| ساعات سطوع الشمس الشهرية                                               | 27.2                               | 55.2                               | 94.1                               | 131.8                              | 181.0                              | 146.2                              | 124.4                              | 127.9                              | 101.3                              | 68.8                               | 33.8                               | 18.1                               | 1٬109٫9                            |
| المصدر #1: Met Office NOAA (الرطوبة النسبية والأيام المثلجة 1961-1990) |                                    |                                    |                                    |                                    |                                    |                                    |                                    |                                    |                                    |                                    |                                    |                                    |                                    |
| المصدر #2: KNMI                                                        |                                    |                                    |                                    |                                    |                                    |                                    |                                    |                                    |                                    |                                    |                                    |                                    |                                    |

## التركيبة السكانية

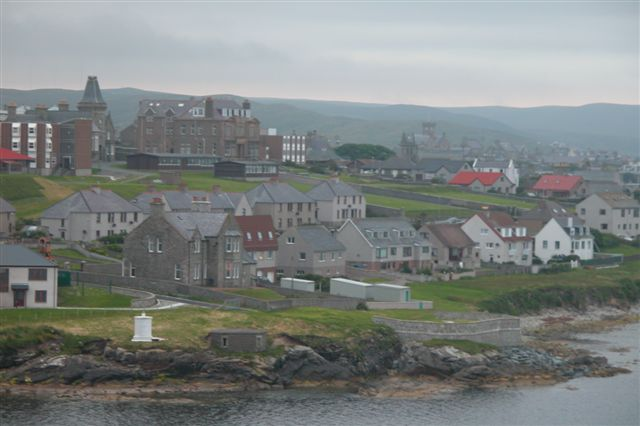
جانب من ليرويك

بلغ عدد سكان ليرويك 6,958 نسمة عام 2011. كانت نسبة 97.0% منهم من البيض (وقد توزعوا عرقياً بنسبة 83.3% من الاسكتلنديين البيض ونسبة 8.9% الأخرى من البريطانيين البيض، ونسبة 2.6% من غيرهم من البيض ونسبة 1.4% من البولنديين البيض ونسبة 0.8% من الأيرلنديين البيض)، ونسبة 2.2% آسيويون أو اسكتلنديون آسيويون أو بريطانيون آسيويون أما نسبة 0.8% المتبقية قتتوزع على غيرها من المجموعات الإثنية. وسجل معدل البطالة في المدينة 2.5%، ونسبة العاملين بدوام جززئي 17.3% أما الموظفين بدوام كامل فيشكلون 50.3%.

## النشاط الاقتصادي
تتصف ليرويك بكونها ميناءً حيوياً لصيد الأسماك والنقل عبر العبّارات. كما يخدم المرفأ الحاويات العاملة في صناعة النفط. كما توجد محطة لتوليد الطاقة الكهربائية على بعد حوالي الكيلومترين شمال غربي البلدة، وتعد محطة ليرويك المصدر الرئيسي للطاقة الكهربائية في شتلاند.

## معالم شهيرة
من المعالم الشهيرة للبلدة حصن تشارلوت العائد لمنتصف القرن السابع عشر وقاعة بلدية ليرويك وحجيرة صيد الأسماك غريمستا ومتحف شتلاند وبرج كليكيمين الدائري.

## النقل
يخدم ليرويك مطار تينغوول (إياتا: LWK، إيكاو: EGET) الواقع على بعد عدة أميال من مطار سومبورغ وهو المطار الرئيسي للأرخبيل ويقع للجنوب ويقوم برحلات طوال العام لبعض الوجهات في اسكتلندا.
تجري شركة عبارات نورثلينك رحلات بحرية يومية بين ليرويك ومدينة أبردين في البر الرئيسي لاسكتلندا، وتنتقل بانتظام إلى كيركوول في جزر أوركني.
يدير مجلس جزر شتلاند سفينة دحرجة إلى جزيرتي أوت سكيريز وبريسه من محطة كائنة في وسط البلدة. كما توجد خدمة باصات محلية.

## التعليم
يوجد في ليرويك ثلاثة مدارس وهي:
1. مدرسة بيل براي الابتدائية
2. مدرسة ساوند الابتدائية
3. مدرسة أندرسون الثانوية

تقع كلية شتلاند وهي هيئة تعليمية مرتبطة بشراكة مع جامعة الأراضي المرتفعة والجزر في البلدة أيضاً وتقدم تعليم عالي بمستوى شهادات للسكان المحليين الذين قد يصعُب عليهم السفر إلى خارج الجزر للدراسة فأقرب جامعة أخرى هي جامعة أبردين في البر الرئيسي لاسكتلندا والتي تبعد حوالي اثنا عشر ساعةً بالقارب.

## الثقافة
لليرويك صلة وثيقة بالبلدان والثقافة الاسكندنافية ولا سيما النرويج فمثلاً أقامت ليرويك اتفاق صداقة مع بلدة مولي النرويجية)، كما يتجلى التأثير النرويجي في الكثير من أسماء شوارع البلدة مثل شارع الملك هارالد وشارع الملك هاكون وغيرها.
تُقام أهم الفعاليات الثقافية على جزر شتلاند في ليرويك ويعد مهرجان النار آب هيلي آه الذي يُحتفل به في آخر يوم ثلاثاء من شهر يناير كل عام أكبر هذه الفعاليات وأشهرها.

## معرض الصور

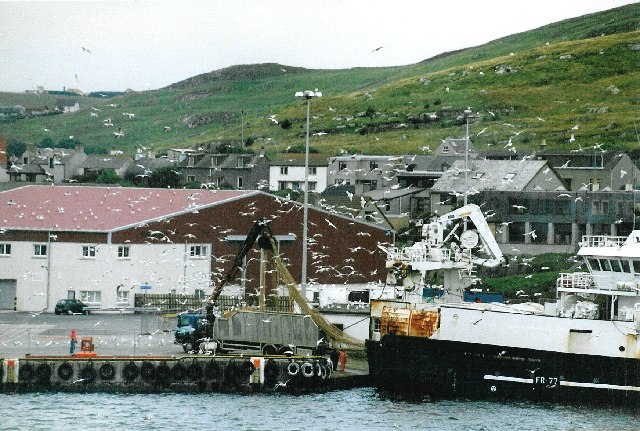
ميناء ليرويك
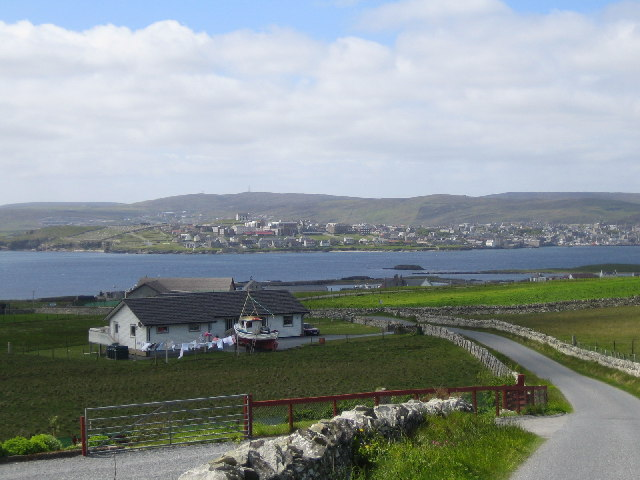
مشهد لليرويك من بريسه
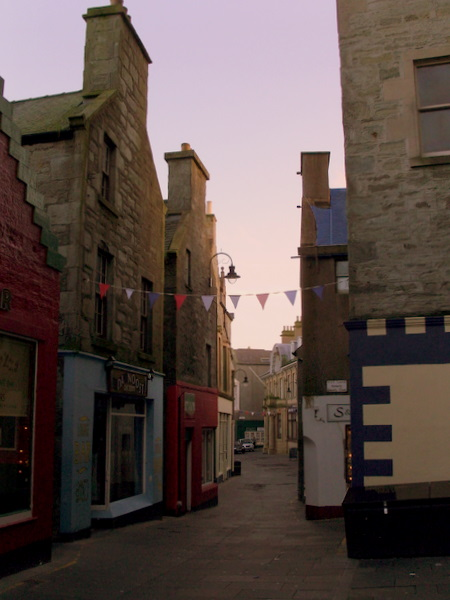
شارع تجاري
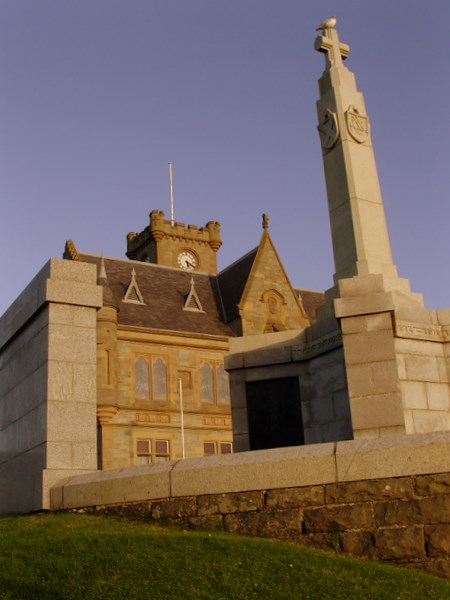
قاعة بلدية ليرويك
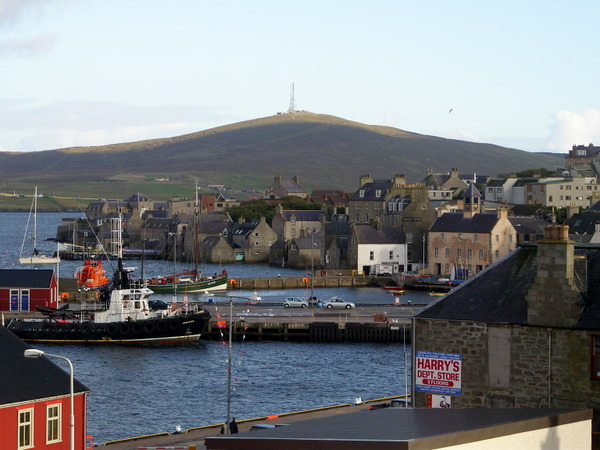
ليرويك من حصن تشارلوت

## وصلات خارجية
- الموقع الرسمي (بالإنجليزية)